# Dubiaranea signifera
Dubiaranea signifera is een spinnensoort uit de familie hangmatspinnen (Linyphiidae). De soort komt voor in Bolivia.